# AMT Hardballer
L'AMT Hardballer è una serie di pistole prodotte da AMT dal 1977 al 2002.

## Descrizione
La pistola è basata sulla Colt M1911 in .45 ACP e prende il nome dalle cartucce hardball G.I. (proiettili da 230 grani Full Metal Jacket), che erano state create per essere sparate da essa.
Fu la prima pistola in stile 1911 interamente in acciaio inox, altre caratteristiche degne di nota furono le tacche di mira aggiustabili ed una la leva di sicura allungata. Oltre a questo, sono dotate di un grilletto aggiustabile ed una finitura satinata.

## Varianti
L'Hardballer è stata sviluppata come una pistola sportiva fino al 1978.
- AMT Hardballer Longslide: una versione con canna lunga (177,8 millimetri) a botte, introdotta nel 1980. Ha le stesse qualità della Hardballer, ma con scivolo e cilindro allungato di 50,8 mm. È stato reso famoso tra il pubblico dopo essere stata utilizzata da Arnold Schwarzenegger in "Terminator".[5]
- AMT Skipper: una versione compatta introdotta nel 1980. È dotata di una canna di 101,6 mm. Nel 1984, la Skipper è scomparsa dalla gamma di AMT.[5]
- AMT Commando: Originariamente creata da AMT e poi migliorata e reintrodotta nel 2000 con il marchio Galena Industries. L'originale AMT Commando aveva una canna di 127,0 millimetri e non aveva un indicatore di carica camera di sicurezza. Il Commando migliorato è un modello compatto lungo 127,0 millimetri nella versione del governo e 101,6 mm nella versione civile ma mantenendo il telaio del modello del governo. Utilizza proiettili di calibro 40 e caricatori che ne contengono otto.[5]
- AMT Combat Government: sviluppata come sportiva nel 1978 Combat Government, un clone della M1911 con mire fisse per dipartimenti di polizia. Dal 1985 chiamata Government con "Combat" omesso.[5]
- AMT Accelerator: Pensata per il calibro .400 Corbon con canna da 7".[6]
- AMT Javelina: Una longslide calibro 10 mm Auto ad otto colpi.[5]

## AMT Hardballer nella cultura di massa
L'hardballer è nota per essere la pistola utilizzata dall'Agente 47 nella serie di videogiochi Hitman.
Quest'arma viene anche raffigurata nella locandina di Terminator.